# Prospero Nograles

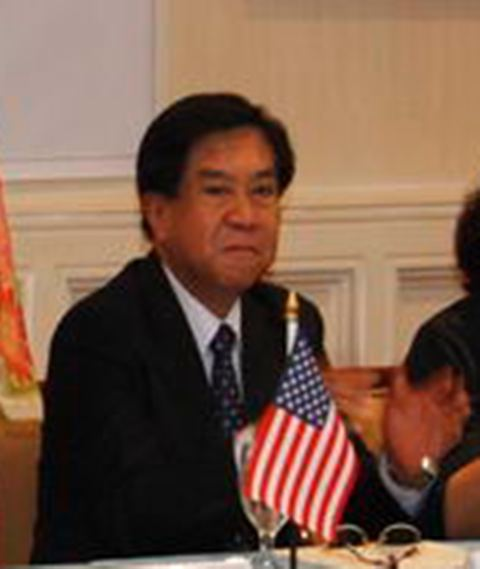
Prospero Nograles

Prospero C. „Boy“ Nograles (* 30. Oktober 1947 in Davao City; † 4. Mai 2019) war ein philippinischer Politiker. Er war von 2008 bis 2010 Sprecher des philippinischen Repräsentantenhauses und vertrat zu jener Zeit einen Wahlkreis in Davao. Er war der erste Sprecher von der Insel Mindanao.

## Leben und politische Laufbahn
Prospero Nograles wurde 1947 in Davao City als Sohn von Erico Nograles und Vicenta Castillo geboren. Nach Abschluss der Highschool studierte Nograles an der Ateneo de Davao University Politikwissenschaften, und nach einem Bachelor-of-Arts-Abschluss in diesem Fach folgte ein Studium der Rechtswissenschaften, das er 1971 mit dem Bachelor of Laws abschloss. In den folgenden Jahren arbeitete er als Rechtsberater und Anwalt, lehrte als Professor der Rechtswissenschaften an der University of Mindanao, und später auch an der Ateneo de Davao University. Er wurde Mitglied in verschiedenen juristischen Vereinigungen, u. a. auch der philippinischen Rechtsanwaltsvereinigung Integrated Bar of the Philippines.
Politisch war Nograles in der Opposition gegen Ferdinand Marcos aktiv. Ab 1983 arbeitete er im Finanzausschuss der nach der Ermordung des Oppositionsführers Ninoy Aquino entstandenen Yellow-Friday-Bewegung und schloss sich 1985 der Bewegung Cory Aquino for President an, mit deren Unterstützung Corazon Aquino 1986 zur Präsidentin der Philippinen gewählt wurde. In den Jahren 1986 und 1987 war er als Hauptrechtsberater für die Entwicklungsbank der Philippinen tätig und wurde 1989 schließlich erstmals als Repräsentant des 1. Distrikts von Davao City in den Kongress gewählt. Für die folgende Legislaturperiode gab er seinen Sitz im Kongress auf für eine erfolglose Bürgermeisterkandidatur in Davao City, bei der er Rodrigo Duterte unterlag. Bei der folgenden Wahl 1995 wurde er für die Amtszeit von 1995 bis 1998 wieder in den Kongress gewählt. 1998 stellte sich Nograles abermals zur Wahl als Bürgermeister von Davao City, unterlag jedoch erneut einem Gegenkandidaten, diesmal Benjamin de Guzman. 2001 schließlich wurde er wieder in den Kongress gewählt, und ebenso für die folgenden beiden Legislaturperioden. In seiner fünften Amtszeit als Kongressabgeordneter wurde er am 5. Februar 2008 zum Sprecher des Repräsentantenhauses gewählt.
Bei den Wahlen im Mai 2010 unternahm Prospero Nograles einen neuen Anlauf auf das Bürgermeisteramt von Davao City, unterlag nun jedoch Sara Duterte-Carpio mit einem deutlichen Abstand von über 200.000 Stimmen.
Nograles war Mitglied der Partei „Lakas Kampi CMD“ (Lakas Kampi christlich-muslimische Demokraten). Im Jahr 2005 wurde ihm von der University of Mindanao die Ehrendoktorwürde im Fach Rechtswissenschaften verliehen; im Jahre 2009 bekam er dieselbe Auszeichnung im Fach Öffentliche Verwaltung von der Ramon Magsaysay Technological University in Zambales.
Nograles starb Anfang Mai 2019 nach längerer Krankheit im Alter von 71 Jahren.

## Familie
Prospero Nograles war mit Rhodora Bendigo verheiratet, die eine Kunstgalerie in Mandaluyong City betreibt. Er hatte mit ihr zwei Töchter und zwei Söhne. Sein Sohn Karlo Alexei ist ebenfalls in der Politik aktiv und wurde 2010 zum Nachfolger seines Vaters als Repräsentant für den 1. Distrikt von Davao City in den Kongress gewählt.